# Il mio tempo (Leonardo Monteiro)
Il mio tempo è il primo album in studio del cantante svizzero Leonardo Monteiro, pubblicato nel 2018.

## Tracce
1. Bianca – 3:13 (testo: Marco Ciappelli – musica: Vladi Tosetto)
2. Fatto di te – 2:55 (Raffaele Andrea Viscuso)
3. By myself – 3:17 (Massimiliano Belleno)
4. Tempo – 3:26 (testo: Marco Ciappelli, Roberto Giangreco – musica: Vladi Tosetto, Roberto Giangreco)
5. Erano giorni – 2:40 (Leonardo Monteiro)
6. Thank you – 3:46 (Massimiliano Belleno)
7. E per sempre (feat. Fabrizio Bosso) – 4:04 (testo: Leonardo Monteiro, Dariana Koumanova – musica: Vladi Tosetto)
8. Come pensi tu – 2:28 (testo: Marco Ciappelli – musica: Leonardo Monteiro, Vladi Tosetto)
9. Come si fa – 3:07 (Leonardo Monteiro)
10. Quel che voglio da te – 3:17 (testo: Raffaele Andrea Viscuso, Maurizio Bernacchia, Dariana Koumanova – musica: Massimiliano Belleno)